# Lateralt klickljud
Ett lateralt klickljud (IPA-tecken ǁ), är en icke-pulmonisk konsonant som används i en del afrikanska språk, såsom khoisan. Ljudet är detsamma som det ljud som används när man manar på hästar.